# Departamento de Química (Universidad Nacional del Sur)
El Departamento de Química es uno de los 17 departamentos que constituyen la Universidad Nacional del Sur, localizada en la ciudad de Bahía Blanca, Argentina.

## Historia
El Departamento de Química (DQ) comenzó sus actividades en los primeros meses del año 1956. En julio de 1960 el DQ pasó a denominarse «Departamento de Química e Ingeniería Química» teniendo a su cargo las carreras de Licenciatura en Química, Ingeniería Química, Licenciatura en Bioquímica y Profesorado en Ciencias Biológicas. Posteriormente, sobre la base de las Áreas del sector Bioquímica y Ciencias Biológicas, se creó el Departamento de Biología y Bioquímica en 1970 dentro de cuyo ámbito pasó entonces a dictarse las carreras de Bioquímica y profesorado en Ciencias Biológicas.
En 2001, la Asamblea Universitaria en base al desarrollo académico y científico alcanzado, resolvió suprimir el Departamento de Química e Ingeniería Química y crear en su lugar los Departamentos de Química y de Ingeniería Química.
En la actualidad el DQ tiene a su cargo las carreras de Licenciatura y Profesorado en Química, y el dictado de las asignaturas de la disciplina que forman parte de la currícula de las carreras de Agronomía, Biología, Bioquímica, Farmacia, Geología,  y de todas  las Ingenierías que se dictan en la Institución. Esto involucra el dictado de aproximadamente 80 cursos de pregrado y la atención cerca de 4000 alumnos por año.
Las carreras de grado del departamento son las siguientes:
| Carreras de grado                            | Duración                  |
| -------------------------------------------- | ------------------------- |
| Licenciatura en Química                      | Título intermedio: 3 años |
| Licenciatura en Química                      | Título superior: 5 años   |
| Profesorado en Química                       | 5 años                    |
| Profesorado en Química de la Enseñanza Media | 4 años                    |
| Licenciatura en Ciencias Ambientales         | 5 años                    |